# Rebtel

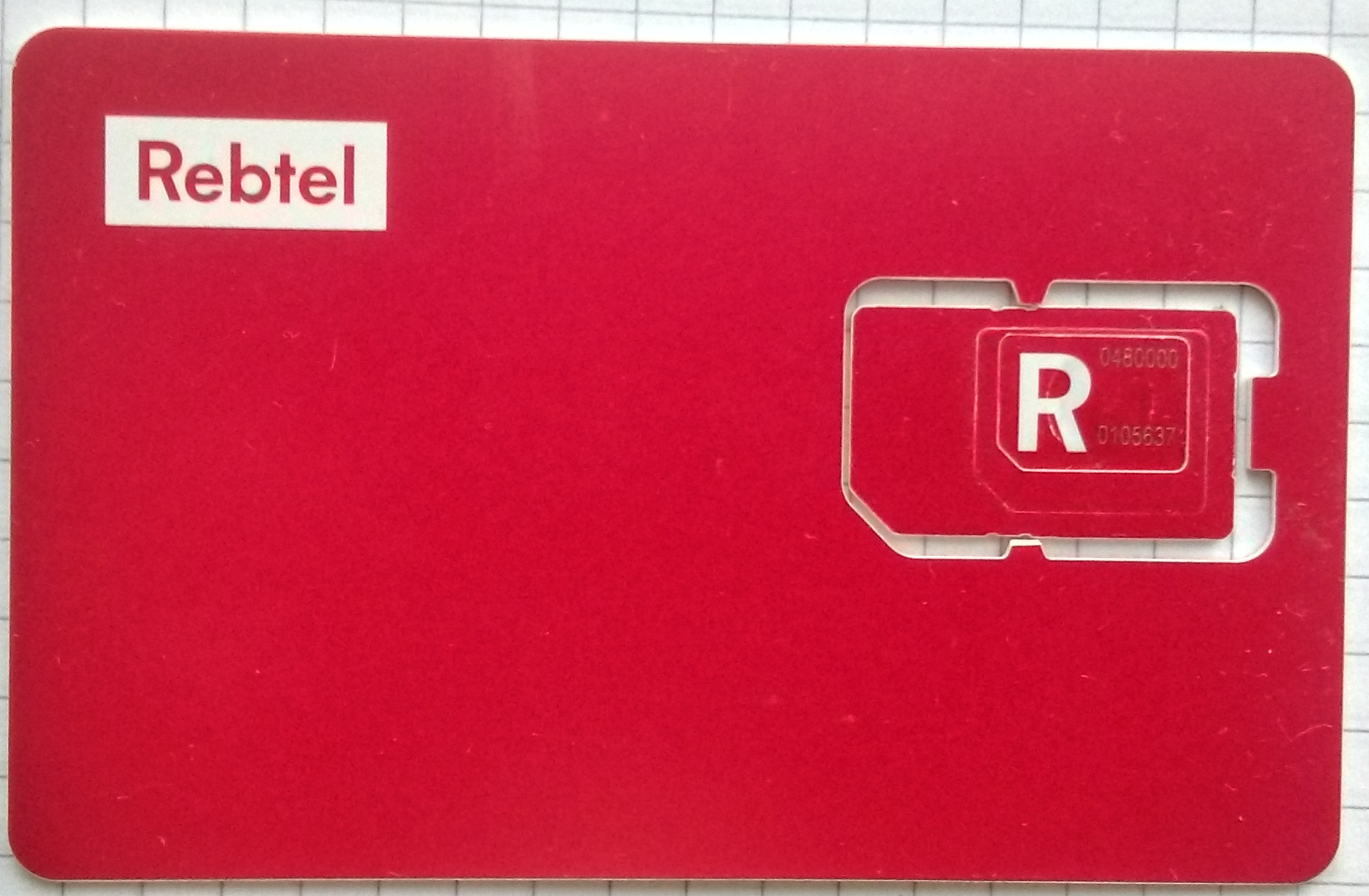
Cartão SIM na Polónia

A Rebtel é uma empresa de tecnologia sueca fundada em 2006 por Hjalmar Winbladh e Jonas Lindroth. Esta vende produtos e serviços para migrantes e viajantes internacionais. Os seus serviços incluem chamadas internacionais, mensagens e pagamentos móveis entregues em aplicativos para dispositivos Android, iPhone e Windows Phone .
Em 2015, uma nova equipa de gestão assumiu o poder na empresa, lançando diversos produtos adicionais, como serviços bancários, a possibilidade se mandar remessas e trabalho independente. 
Em agosto de 2018, a empresa contava com 95 funcionários e oferecia produtos em mais de 250 países em todo o mundo.  A sua receita ultrapassou os 150 milhões de dolares americanos em 2020. 

## Liderança
Os principais proprietários da empresa Rebtel são os fundos de capital de risco europeus Balderton Capital e Index Ventures, sediados em Londres.  A sua equipa de gestão é composta pelas seguintes pessoas:
- Erik Olofsson - CEO
- Svante Pagels – Diretor Comercial
- Anna Skallefell – Diretora Financeira
- Jude Mukundane – Diretor Tecnológico

## Produtos e serviços

### Rebtel
A Rebtel oferece serviços de chamadas internacionais de baixo custo ou gratuitos  . O serviço estava inicialmente disponível como um serviço intermediário, acessível discando um número de telefone específico, mas agora está disponível por meio de aplicações para iOS e Android, com uma contagem combinada de downloads de mais de 10 milhões de usuários. 

### Transferência de dinheiro por recarga de celular
A plataforma tecnológica da Rebtel oferece suporte à transferência de dinheiro na forma de recarga de telemóvel, na qual os usuários podem transferir crédito para outras pessoas pelo próprio telemóvel, uma prática comum em partes do mundo com sistemas financeiros não confiáveis ou inexistentes. No início de 2018, a empresa lançou o Nauta para a comunidade cubana.

### Programa ativista (Rebtel Activista)
O programa Activist da Rebtel foi lançado em 2016 como um piloto em Miami, Flórida, permitindo que qualquer pessoa se inscreva para se tornar um revendedor Rebtel por meio do aplicativo independente Activist. Desde o seu lançamento, o programa Activist expandiu-se para Houston, Texas.  Mais de 10.000 pessoas aderiram ao programa.  

### RevistaBeyond Borders
No final de 2017, a Rebtel lançou e publicou a sua primeira edição do Beyond Borders, uma revista e comunidade online que seleciona e cria conteúdo e jornalismo para migrantes e imigrantes internacionais. 

### SDK
A Rebtel lançou um kit de desenvolvimento de software (SDK) em setembro de 2012, permitindo que desenvolvedores independentes integrassem chamadas de voz e mensagens instantâneas nas sua aplicações.  Atualmente, o SDK da Rebtel oferece suporte à comunicação de aplicações por meio de dados, como 3G ou Wi-Fi, e usa o mesmo backend das aplicações da Rebtel. Os desenvolvedores podem decidir como lidar com aspectos da experiência do usuário, como gerir os usuários, toques e telas de chamada.

### Envio
Em Dezembro de 2013, a Rebtel lançou o Sendly, uma aplicação que permite aos utilizadores recarregar os telemóveis pré-pagos de amigos e familiares no estrangeiro. 

## História
Hjalmar Winbladh foi cofundador e passou sete anos como presidente e CEO da Sendit AB, abrindo o capital da empresa antes de ser adquirida pela Microsoft por 127,5 milhões de dolares norte americanos ($) em 1999.  A Rebtel nomeou Andreas Bernström, ex-COO da TradeDoubler, como CEO em setembro de 2009. No final de 2015, Bernström deixou a empresa e foi sucedido por Magnus Larsson.  Em 2014, um grupo de ex-executivos da Tele2 — uma empresa de telecomunicações de propriedade da empresa de investimentos sueca Kinnevik — abordou os proprietários da empresa com uma proposta de mudança de estratégia.
Após uma reformulação da marca, uma mudança na estratégia do produto para um modelo de assinatura e preços fixos, e o lançamento de um programa de trabalho independente (Activist), a empresa passou por uma reviravolta: cresceu 40% após um ano e atingiu uma receita de 95 milhões de dolares em 2017.   O CEO Magnus Larsson disse à Thomson Reuters em 2017 que não tinha planos de abrir o capital da empresa.
Em 2020, a Rebtel registou receitas superiores a 150 milhões de dólares  e parecia estar a caminho de ultrapassar os 200 milhões de dólares em 2021, impulsionada principalmente pelas necessidades de comunicação durante os confinamentos da pandemia COVID-19. Em 2021, a Rebtel separou-se da Majority, uma fintech, com o objetivo de solucionar as necessidades bancárias dos imigrantes. A Rebtel então assumiu uma nova gestão e desde então se posicionou como um mercado para as necessidades de comunicação e remessas internacionais da população imigrante global.

## Linha do tempo
- Maio de 2005: Rebtel é registada por Hjalmar Winbladh e Jonas Lindroth.
- Setembro de 2006: A Rebtel levanta 20 milhões de dolares em financiamento de capital de risco externo da Série A da Index Ventures e da Balderton Capital. [14]
- Outubro de 2009: Rebtel lança a sua aplicação para iPhone, depois de um longo processo de aprovação de nove meses com a Apple . [15]
- Junho de 2010: A Rebtel relata um aumento de 100% na receita em relação ao ano anterior, aumentando a receita de 8 milhões para 16 milhões de dolares. O serviço também regista o seu bilionésimo minuto (minuto número milhão de milhão) em chamadas internacionais. [16]
- Janeiro de 2011: A Rebtel relata 9 milhões de utilizadores, receitas superiores a 40 milhões de dólares em 2011 e uma taxa de receitas prevista para atingir os 75 milhões de dólares até ao final do ano. [17]
- Novembro de 2011: A Rebtel recebe o Prémio Sueco de Inovação. Os vencedores anteriores incluem o serviço de streaming de música Spotify . [18]
- Setembro de 2012: A Rebtel lança seu SDK, permitindo que os desenvolvedores integrem chamadas de voz em seus aplicativos. [19]
- Dezembro de 2012: A Rebtel relata receitas de 80 milhões de dólares e 20 milhões de utilizadores. [20]
- Dezembro de 2013: A Rebtel lança o Sendly, um novo serviço para transferência internacional de crédito móvel pré-pago. A Rebtel relata receitas de 95 milhões de dólares e 23 milhões de utilizadores. [10]
- Janeiro de 2016: A Rebtel nomeou Magnus Larsson como CEO e comunicou o objetivo de se tornar a principal aplicação para chamadas internacionais (semelhante ao WhatsApp para mensagens de texto). [21]
- Abril de 2017: A Rebtel disse à Thomson Reuters que procura uma “injeção de capital de 20 milhões de dólares para o crescimento”. [22]
- Agosto de 2017: O programa de trabalho independente do Rebtel Activist impulsiona o rápido crescimento do mercado dos EUA; o CEO afirma uma meta de crescimento de 20% para 2017.
- Dezembro de 2017: A Rebtel lança uma revista online para migrantes e nómadas internacionais em todo o mundo. [23]
- Abril de 2018: a Rebtel anuncia que encerrou o seu processo de financiamento, garantindo cerca de 20 milhões de dolares. Agora, pretende investir 130 milhões de coroas suecas no desenvolvimento de produtos bancários e/ou adquirir um neobanco para acelerar a execução da nova estratégia da empresa. [24]